# Burghley Horse Trials

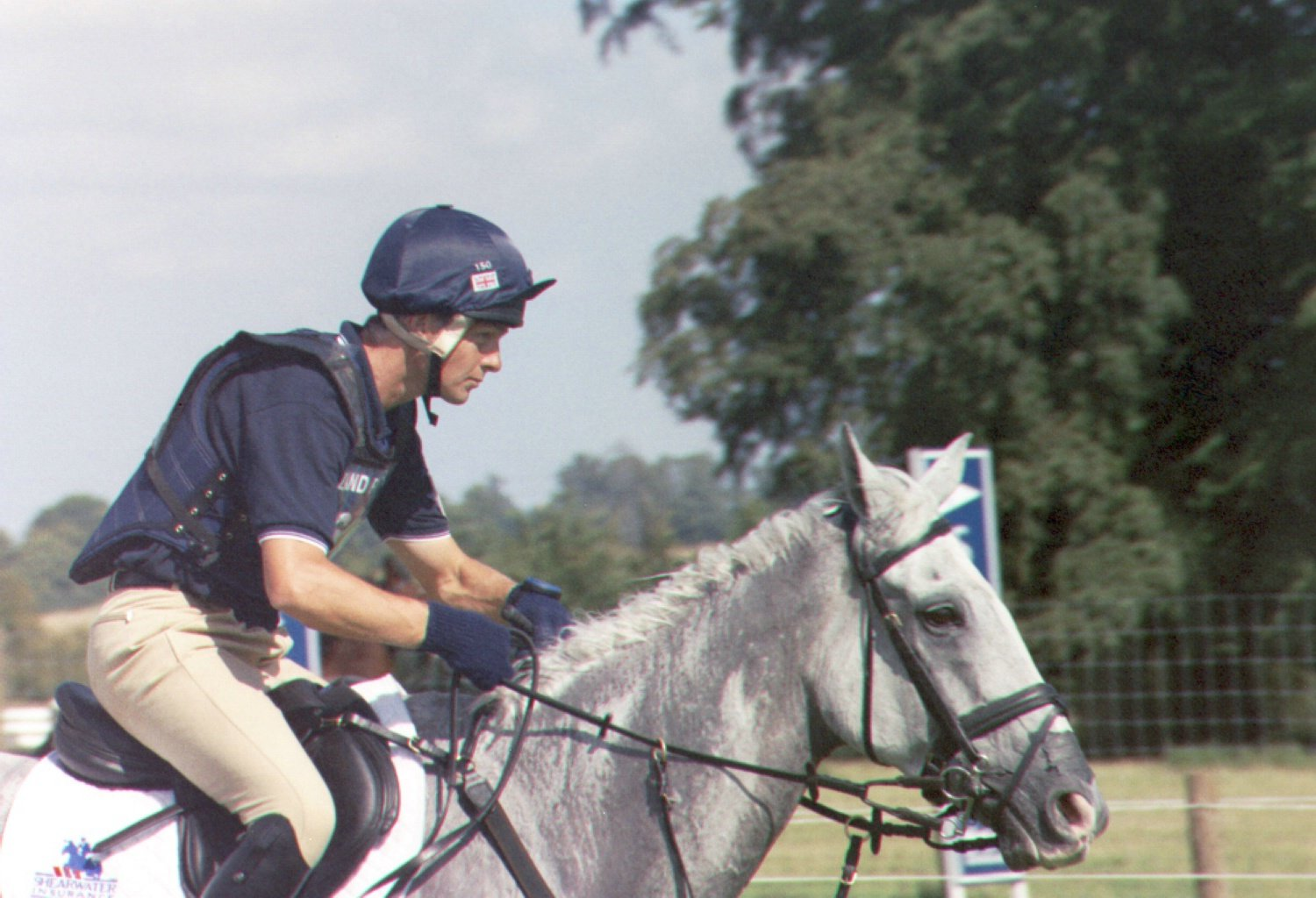
La championne olympique Leslie Law monte Shear H2O au concours hippique de Burghley en 2004.

Le Burghley Horse Trials est un concours complet annuel de trois jours . Ils auront lieu à Burghley House près de Stamford dans le Lincolnshire , en Angleterre . Il y aura un concours du deuxième plus haut niveau CCI*** ainsi que du plus haut niveau CCI****.
La FEI classe le concours parmi les six événements les plus importants au monde (les autres sont le Badminton Horse Trials , le Rolex Kentucky Three Day , l' Australian International Three Day Event , l' événement Luhmühlener et les Étoiles de Pau ). Les trois compétitions les plus traditionnelles à ce niveau (Badminton, Burghley, Kentucky) sont regroupées sous le nom de « Grand Slam of Eventing ».
Le prix en argent pour avoir remporté le concours quatre étoiles est de 40 000 £ , avec des prix en argent attribués jusqu'à la 12e place. Depuis 2008, les résultats des cinq épreuves CCI**** de l'hémisphère nord donnent également lieu à un classement général créé par la FEI ( HSBC FEI Classics ™) ; les cinq premiers de ce classement recevront un prix en argent totalisant 333 000 $ US .
Les Burghley Horse Trials ont eu lieu pour la première fois en 1961. Le propriétaire alors du domaine, Lord Burghley (champion olympique 1924 du 400 mètres haies), avait appris à l'époque que la compétition à Harewood House ne pouvait plus se tenir. Les épreuves de 1962, 1971, 1977, 1985, 1989 et 1997 sont considérées comme des Championnats d'Europe, celles de 1966 comme des Championnats du Monde.
La victoire de 2013 est d'abord revenue à Jonathan Paget et Clifton Promise . Comme la réserpine a été retrouvée dans le sang du cheval , la victoire a été refusée. Selon le jugement définitif de la Fédération équestre mondiale FEI , cela était dû à une contamination dans un supplément, et le cavalier devait être acquitté de toute allégation de dopage. 

## Gagnants
• 2022:  Piggy French sur Vanir Kamira
- 2021: annulé pour cause de COVID-19, remplacé par Bicton Arena International 5*
- 2020: annulé pour cause de COVID-19
- 2019:  Pippa Funnell sur MGH Grafton Street
- 2018:  Tim Price sur Ringwood Sky Boy
- 2017 :  Oliver Townend sur Ballaghmor Class
- 2016 :  Chris Burton sur Nobilis 18
- 2015 :  Michael Jung sur La Biosthetique-Sam FBW
- 2014 :  Andrew Nicholson sur Avebury
- 2013 :  Andrew Nicholson sur Avebury
- 2012 :  Andrew Nicholson  sur Avebury
- 2011 :  William Fox-Pitt sur Parklane Hawk
- 2010 :  Caroline Powell sur Lenamore
- 2009 :  Oliver Townend sur Carousel Quest
- 2008 :  William Fox-Pitt sur Tamarillo
- 2007 :  William Fox-Pitt sur Parkmore Ed
- 2006 :  Lucinda Fredericks sur Headley Britannia
- 2005 :  William Fox-Pitt sur Ballincoola
- 2004 :  Andrew Hoy sur Moon Fleet
- 2003 :  Pippa Funnell sur Primmore's Pride
- 2002 :  William Fox-Pitt sur Highland Lad
- 2001 :  Blyth Tait sur Ready Teddy
- 2000 :  Andrew Nicholson sur Mr. Smiffy
- 1999 :  Mark Todd sur Diamond Hall Red
- 1998 :  Blyth Tait sur Chesterfield
- 1997 :  Mark Todd  sur Broadcast News
- 1996 : Mary King sur Star Appeal
- 1995 :  Andrew Nicholson sur Buckley Province
- 1994 :  William Fox-Pitt sur Chaka
- 1993 :  Stephen Bradley sur Sassy Reason
- 1992 :  Charlotte Hollingsworth sur The Cool Customer
- 1991 :  Mark Todd sur Welton Greylag
- 1990 :  Mark Todd sur Face the Music
- 1989 :  Virginia Leng sur Mastercraftsman
- 1988 :  Jane Thelwell sur King's Jester
- 1987 :  Mark Todd sur Wilton Fair
- 1986 :  Virginia Leng sur Murphy Himself
- 1985 :  Virginia Holgate sur Priceless
- 1984 :  Virginia Holgate sur Night Cap II
- 1983 :  Virginia Holgate sur Priceless
- 1982 :  Richard Walker sur Ryan's Cross
- 1981 :  Lucinda Prior-Palmer sur Beagle Bay
- 1980 :  Richard Walker sur John of Gaunt
- 1979 :  Andrew Hoy sur Davey
- 1978 :  Lorna Clarke sur Greco
- 1977 :  Lucinda Prior-Palmer sur George
- 1976 :  Jane Holderness-Roddam sur Warrior
- 1975 :  Aly Pattinson sur Carawich
- 1974 :  Bruce Davidson sur Irish Cap
- 1973 :  Mark Phillips sur Maid Marion
- 1972 :  Janet Hodgson sur Larkspur
- 1971 :  Anne du Royaume-Uni sur Doublet
- 1970 :  Judy Bradwell sur Don Camillo
- 1969 :  Gillian Watson sur Shaitan
- 1968 :  Sheila Willcox sur Fair and Square
- 1967 :  Lorna Sutherland sur Popadom
- 1966 :  Carlos Moratorio sur Chalan
- 1965 :  J.J. Beale sur Victoria Bridge
- 1964 :  Richard Meade sur Barberry
- 1963 :  Harry Freeman-Jackson sur St. Finbarr
- 1962 :  James Templer sur M'Lord Connolly
- 1961 :  Anneli Drummond-Hay sur Merely-A-Monarch